# Valentín María Mediero
Valentín María Mediero (1826-1902) fue un escritor y calígrafo español del siglo XIX.

## Biografía
La Biblioteca Nacional de España data su nacimiento y fallecimiento en 1826 y 1902 respectivamente. Calígrafo natural de Ávila, fue discípulo de la Escuela de dibujo de dicha ciudad, gentilhombre de cámara, comendador de la Orden americana de Isabel la Católica y caballero de Carlos III. Mediero fue autor de un retrato a la pluma de Isabel II, y de otros que figuraron, mereciendo honorífica mención en las Exposiciones nacionales de 1858 y 1864; de la viñeta del Álbum dirigido en 1860 a la reina por los profesores de instrucción primaria, de un retrato del rey Fernando de Portugal, que figuró en la Exposición Nacional de 1876, y de otro de la María de las Mercedes de Orleans. Autor del libro La perla de la niñez, dirigió el Boletín de Instrucción Primaria de la Provincia de Ávila.